# Passiflora triloba
Passiflora triloba Ruiz & Pav. ex DC. – gatunek rośliny z rodziny męczennicowatych (Passifloraceae Juss. ex Kunth in Humb.). Występuje naturalnie w Peru i Boliwii.

## Morfologia
PokrójZdrewniałe, trwałe, owłosione liany.
LiściePotrójnie klapowane, rozwarte u podstawy. Mają 8–17 cm długości oraz 9–20 cm szerokości. Ząbkowane, z ostrym wierzchołkiem. Ogonek liściowy jest owłosiony i ma długość 10–100 mm. Przylistki są owalno-lancetowate o długości 20–30 mm.
KwiatyPojedyncze. Działki kielicha są podłużnie lancetowate, mają 3–4 cm długości. Płatki są podłużnie lancetowate, czerwono-purpurowe, mają 2–3,5 cm długości. Przykoronek ułożony jest w trzech rzędach, biało-fioletowy, ma 4–30 mm długości.

## Biologia i ekologia
Występuje w lasach na wysokości do 1000 m n.p.m.